# 스즈키 료헤이 (축구인)
스즈키 료헤이(일본어: 鈴木 良平, 1949년 6월 12일 ~ )는 일본의 전직 축구 선수 겸 축구 감독이다.

## 지도자 경력
1986년 일본 여자 국가대표팀 감독으로 선임되었다. 1986년 AFC 여자 축구 선수권 대회에 출전, 준우승에 기여했다.